# Йордан Сейков
Йордан Йосифов Сейков е български актьор и театрален режисьор.

## Биография
Роден е в Габрово на 19 януари 1882 г. В периода 1906-1909 г. учи в театралните школи в Москва и Петербург. Играе на сцената на Народния театър от 1910 до 1929 г. След като е приет с конкурс в театъра, дебютира в ролята на Меркуцио в „Ромео и Жулиета“ на Уилям Шекспир. През 1926 г. заминава за Франция, където специализира актьорско майсторство и режисура в Париж. През 1929-1933 г. игра е на сцената на Драматичния театър в Бургас, от 1933 до 1935 г. в Драматичния театър във Варна, през 1935 и 1936 г. в Художествения театър, 1937-1938 г. е в Плевенския общински театър, след това работи като актьор и режисьор в театър „Одеон“ през 1938-1939 г. Завършва своята професионална дейност в Драматичния театър в Габрово, където играе през 1945-1947 г.
Почива на 16 юли 1947 г. в София.

## Роли
Йордан Сейков играе в множество роли, по-значимите са:
- Тартюф – „Тартюф“ на Молиер;
- Транио – „Укротяване на опърничевата“ на Уилям Шекспир;
- Озрик – „Хамлет“ на Уилям Шекспир;
- Петрищев – „Плодовете на просвещението“ на Лев Толстой;
- Яша – „Вишнева градина“ на Антон Чехов;
- Фьодор Илич Кулигин – „Три сестри“ на Антон Чехов;
- Белогубов – „Доходно място“ на Александър Островски;
- Големанов – „Големанов“ на Ст. Л. Костов;
- Стойко – „Зидари“ на Петко Тодоров.[1]